# اوسترومیر
اوسترومیر (به چکی: Ostroměř) یک منطقهٔ مسکونی در جمهوری چک است که در شهرستان ییچین واقع شده‌است. اوسترومیر ۱٬۳۶۴ نفر جمعیت دارد.